# Leichtathletik-Weltmeisterschaften 2019/Teilnehmer (Österreich)
| Gelbes Symbol für Goldmedaillen mit stilisierten Olympischen Ringen | Graues Symbol für Silbermedaillen mit stilisierten Olympischen Ringen | Braundes Symbol für Bronzemedaillen mit stilisierten Olympischen Ringen |
| ------------------------------------------------------------------- | --------------------------------------------------------------------- | ----------------------------------------------------------------------- |
| —                                                                   | —                                                                     | 2                                                                       |

Der Österreichische Leichtathletik-Verband (ÖLV) entsandt sechs Athleten für die Leichtathletik-Weltmeisterschaften 2019 in Doha. Nach einer Beschwerde des österreichischen Verbandes wegen der Nichtberücksichtigung zweier Athletinnen, gestattete der Weltverband die Teilnahme der Athletinnen. Auch die Siebenkämpferin Sarah Lagger erhielt eine Einladung; sie hatte ihre Wettkampfsaison aber bereits beendet.
Lukas Weißhaidinger gewann die Bronzemedaille im Diskuswurf und damit die erste Medaille für Österreichs Männer in der Geschichte von Leichtathletik-Weltmeisterschaften. Verena Preiner eroberte mit Bronze im Siebenkampf die insgesamt vierte Medaille bei einer Leichtathletik-WM für Österreich, nach der Hochspringerin Sigrid Kirchmann (Bronze 1993) und Stephanie Graf (Silber 2001).

## Ergebnisse

### Frauen

#### Laufdisziplinen
| Athletin      | Disziplin    | Vorlauf | Vorlauf | Halbfinale | Halbfinale | Finale | Finale |
| Athletin      | Disziplin    | Zeit    | Platz   | Zeit       | Platz      | Zeit   | Platz  |
| ------------- | ------------ | ------- | ------- | ---------- | ---------- | ------ | ------ |
| Beate Schrott | 100 m Hürden | 13,08 s | 22      | 13,25 s    | 22         | DNQ    | DNQ    |

#### Sprung/Wurf
| Athletin        | Disziplin | Qualifikation | Qualifikation | Finale     | Finale |
| Athletin        | Disziplin | Weite/Höhe    | Platz         | Weite/Höhe | Platz  |
| --------------- | --------- | ------------- | ------------- | ---------- | ------ |
| Victoria Hudson | Speerwurf | 52,51 m       | 31            | DNQ        | DNQ    |

#### Siebenkampf
| Athletin       | Disziplin | 100 m Hürden | Hochsprung | Kugelstoßen | 200 m      | Weitsprung | Speerwurf | 800 m       | Punkte | Platz  |
| -------------- | --------- | ------------ | ---------- | ----------- | ---------- | ---------- | --------- | ----------- | ------ | ------ |
| Ivona Dadic    | Ergebnis  | DSQ H        | DNS        | DNS         | DNS        | –          | –         | –           | DNF    | DNF    |
| Ivona Dadic    | Punkte    | DSQ H        | DNS        | DNS         | DNS        | –          | –         | –           | DNF    | DNF    |
| Verena Preiner | Ergebnis  | 13,25 s PB   | 1,77 m     | 14,21 m     | 23,96 s PB | 6,36 m PB  | 46,68 m   | 2:08,88 min | 6560   | Bronze |
| Verena Preiner | Punkte    | 1087         | 941        | 808         | 985        | 962        | 796       | 981         | 6560   | Bronze |

### Männer

#### Laufdisziplinen
| Athlet          | Disziplin | Vorlauf | Vorlauf | Halbfinale | Halbfinale | Finale    | Finale |
| Athlet          | Disziplin | Zeit    | Platz   | Zeit       | Platz      | Zeit      | Platz  |
| --------------- | --------- | ------- | ------- | ---------- | ---------- | --------- | ------ |
| Lemawork Ketema | Marathon  |         |         |            |            | 2:20:45 h | 41     |

#### Sprung/Wurf
| Athlet              | Disziplin  | Qualifikation | Qualifikation | Finale     | Finale |
| Athlet              | Disziplin  | Weite/Höhe    | Platz         | Weite/Höhe | Platz  |
| ------------------- | ---------- | ------------- | ------------- | ---------- | ------ |
| Lukas Weißhaidinger | Diskuswurf | 63,31 m       | 12            | 66,82 m    | Bronze |